# Seznam angleških violinistov
Seznam angleških violinistov.

## B
- Thomas Bowes
- Frank Bridge
- George Bridgetower

## C
- James Clark
- Wilhelm Cramer
- Marcia Crayford

## D
- Beverley Davison
- Duncan Druce

## H
- Ida Haendel

## K
- Nigel Kennedy

## L
- Tasmin Little

## M
- Vanessa Mae
- Andrew Manze
- Neville Marriner

## R
- Max Rostal